# In-system programming
In-system programming (ISP) wil zeggen dat een microcontroller geprogrammeerd kan worden zonder dat hij van de printplaat gehaald moet worden. De controller hoeft dus niet geprogrammeerd te worden voordat deze in een systeem wordt geïnstalleerd. Deze techniek wordt het meeste toegepast in microcontrollers zoals de Atmel AVR serie en de Microchip PIC. Een de facto standaard voor in-circuit programmeren is de z.g. JTAG interface.